# APC (기업)
APC는 전원 및 냉각 솔루션을 제공하는 미국의 기업이다. 가정용 데스크탑에서부터 데이터센터의 공장에서 사용되는 애플리케이션을 판매한다.

## 개요
APC by Schneider Electric은 전세계 데이터센터의 디자인, 설치, 운영, 관리 및 유지보수의 새로운 방향을 제시하며, 데이터센터의 표준화를 근간으로 인프라 설비의 가용성 및 확장성을 향상시키고 TCO를 절감시키기 위한 최적의 솔루션을 제공하고 있다. 광범위한 서비스 조직구조와 업계 선두의 R&D 투자를 기반으로, 새로운 전원, 냉각, 관리 시스템을 소비자에 선보인다.
전세계 중대형 UPS 시장 점유율 1위의 MGE를 보유한 슈나이더 일렉트릭은 2007년 2월, 세계적인 전원 및 냉각 솔루션 기업인 APC를 인수하면서 가정, IT기업, 병원, 산업시설에 필요한 다양한 전원 보호 장치를 생산하는 세계적인 파워 및 쿨링 토탈 솔루션 제공 기업으로 사업을 확대하고 있다. APC by Schneider Electric에 대한 자세한 정보는 "http://www.apc.com"에서 확인할 수 있다.

## 관련내용
슈나이더 일렉트릭
슈나이더 일렉트릭은 글로벌 에너지관리 및 자동화 전문기업이다. 2014년 250억 유로의 매출을 달성했으며, 전 세계 100여 개 국가에서 17만 명의 직원들이 에너지와 산업공정을 안전하고 생산적이면서도 지속가능한 방식으로 관리할 수 있도록 돕고 있다. 간단한 스위치에서 복잡한 운영 시스템에 이르기까지, 슈나이더 일렉트릭의 기술과 소프트웨어, 서비스는 고객들이 비즈니스를 관리하고 자동화하는 방식을 개선시키고 있다. 슈나이더 일렉트릭의 연결(connected) 기술은 '라이프 이즈 온(Life Is On)'이라는 비전 아래, 산업의 지형을 바꾸고, 도시를 변화시키며 나아가 삶의 질을 높이는 것을 목표로 하고 있다.
슈나이더 일렉트릭 코리아는 올해로 한국진출 40주년을 맞았으며, 슈나이더 일렉트릭에 대한 자세한 정보는 "http://www.schneider-electric.co.kr"에서 확인할 수 있다.

## 연혁
| 년도 | 연혁 |
| ---- | --- |
| 1981 | 미국 매사추세츠에서 American Power Conversion Corporation 설립. 창립자인 MIT 출신 전기동력 공학도 3명이 연구와 개발의 방향을 태양광 발전으로 설정. |
| 1986 | UPS(450AT+)에 대해 PC Magazine 의 편집자 추천' 상을 첫 번째로 수상. 피스데일의 첫 번째 시설인 로드 아일랜드 공장 건설. |
| 1988 | 주당 7.5달러에 상장(6차례의 주식 분할 후 주당 1.25달러). 현재까지 APC가 유일하게 시도한 자본 조달. |
| 1989 | 각종 상을 수상하고 전원 관리 방법에 혁신을 몰고 온 PowerChute® 소프트웨어 출시. 주요 배급업체인 Tech Data와 Ingram Micro에서 APC 제품 배급 시작 |
| 1990 | UPS의 Smart-UPS® 브랜드 출시. Smart-UPS는 차후에 업계 최고의 네트워크 전원 보호 솔루션으로 성장. 웨스트 킹스톤 공장을 현재의 본사 자리로 이전. APC의 사장 겸 CEO인 Rodger B. Dowdell, Jr가 Inc. Magazine의 '올해의 뉴잉글랜드 기업인' 상을 수상. |
| 1991 | 종합 서지 보호 솔루션으로 성장한 첫 번째 제품인 SurgeArrest® 제품을 출시하며 서지 보호 시장에 진출 |
| 1993 | 업계 최초의 모듈형 UPS인 Matrix-UPS를 출시하며 2kVA 및 고급형 UPS 시장에 진출® |
| 1994 | 유럽시장의 성장에 대응하기 위해 아일랜드의 골웨이에 첫 번째 해외공장 가동 시작 |
| 1995 | 연간 수익 5억 달러 돌파. 차세대 Smart-UPS와 APC의 첫 번째 Back-UPS Pro® 모델을 포함하여 155여 개의 신제품 출시. |
| 1996 | 필리핀에 아시아 지역 첫 번째 공장 가동 시작. |
| 1997 | 세인트루인스에 본사를 둔 유명 전원 관리업체인 Systems Enhancement Corp.를 1260만 달러에 인수(APC의 첫 번째 인수). 혁신적인 Symmetra® Power ArrayTM를 출시하면서 5kVA UPS 시장 진출. 중복, 확장성 및 내구성을 제공하는 솔루션인 업계 최초의 Power Array. |
| 1998 | 3상 UPS 시스템 제조업체인 Silcon A/S를 인수하여 데이터 센터 및 설비 응용에 진출. UPS 전문기업으로는 첫 번째로 10억 달러 수익 돌파. |
| 1999 | 빠르게 성장하는 가정용 광대역 케이블 및 고정형 무선 애플리케이션의 수요에 대응하여 PowerShield 출시. |
| 2000 | 아래와 같이 성장 중인 신규 시장에 진출하기 위해 3건의 전략적 인수 체결. 통신 장비용 DC 전원 시장 가정 및 기업용 IT 애플리케이션용 케이블 및 연결 시장 데이터 센터 및 통신 장비용 정밀 냉각 시장 |
| 2001 | ARRIS의 네트워크 전원 제품을 인수하여 광대역 전원 제품 확대. |
| 2002 | 네트워크 필수 기반시설(NCPI) 아키텍처인 PowerStruXureTM를 처음 출시하며 데이터 센터 전원 혁신. NASDAQ 시장에서 100대 비금융권 증권을 구성하는 NASDAQ-100 인덱스에 등록. |
| 2003 | TravelPower™ Case를 출시하자마자 호평을 받음. 통합 충전 전자장치가 적용된 첫 번째 케이스. APC의 고유한 아키텍처를 바탕으로 전원, 냉각, 랙, 관리 및 서비스를 개방형, 조절형 및 통합식 솔루션으로 통합하는 InfraStruXureTM 출시 . InfraStruXure가 출시 직후부터 호평을 받으면서 국제적으로 약 20개의 상 수상. 7월 22일에 1988년 7월 22일에 있었던 기업 공개의 15주년 기념. |
| 2004 | 2004년 에 세계 각지에서 우수 제품 및 비즈니스상을 100여 개 수상함. 빠르게 성장 중인 InfraStruXure 제품군으로 현장 전력 생산 및 냉각 시스템 신규 출시. |
| 2005 | 2005년에 네트워크 및 데이터 센터 관리업체에 IT 자산의 물리적 보안 서비스를 제공하는 신생 기술업체인 Netbotz를 인수하여 NCPI 제품군 확대. Netbotz 제품 및 기술적 전문성을 바탕으로 관리 및 보안 분야에서 NCPI 제품군 강화. |
| 2006 | 2006년 3월 11일에 회사 창립 25주년 기념. |
| 2007 | 2007년 2월 14일에 Schneider Electric가 APC를 인수하여 APC 및 MGE UPS 시스템 브랜드를 포함하는 핵심 전원 & 냉각 서비스(CPCS) 비즈니스 유닛 구축. |

## 관련 사이트
- (한국어) 공식 홈페이지